# Zura Karuhimbi
Zura Karuhimbi (1925 – 17 tháng 12 năm 2018) là một phụ nữ Rwanda đã cứu hơn 100 người tránh khỏi cuộc sát hại của dân quân Hutu trong cuộc diệt chủng năm 1994 ở Rwanda. Là một người chữa bệnh theo cách truyền thống, cô đã giấu những người tị nạn trong nhà và ngăn chặn những kẻ tấn công bằng cách cải trang thành phù thủy. Công lao của cô đã được công nhận vào năm 2006 bởi giải thưởng của Huân chương Chiến dịch chống diệt chủng của Tổng thống Rumani Paul Kagame.

## Tuổi trẻ
Ngày sinh của Karuhimbi chưa rõ – một số nguồn là vào khoảng năm 1909 nhưng ngày được ghi trong chứng minh thư nhân dân của cô là năm 1925. Gia đình cô là những thầy lang chữa bệnh theo cách truyền thống ở làng Musamo thuộc quận Ruhango, cách thủ đô Kigali của quốc gia khoảng một giờ lái xe.
Karuhimbi cũng trở thành một người chữa bệnh và nổi tiếng nhờ có sức mạnh ma thuật. Trong cuộc Cách mạng Rumani, cô đã chứng kiến cảnh bạo lực giữa nhiều bộ tộc ở Rwanda. Năm 1959, cô tuyên bố là cô đã cứu mạng một cậu bé Tutsi hai tuổi bằng cách lấy hạt từ vòng cổ của cô buộc vào tóc của cậu bé để giả dạng cậu ta thành một bé gái và thoát khỏi sự hành quyết của người Hutu. Karuhimbi tuyên bố rằng cậu bé lớn lên trở thành tổng thống Rumani Paul Kagame.